# Panicum validum
Panicum validum är en gräsart som beskrevs av Carl Christian Mez. Panicum validum ingår i släktet vipphirser, och familjen gräs. Inga underarter finns listade i Catalogue of Life.